# Saint-Bonnet-le-Courreau
Saint-Bonnet-le-Courreau este o comună în departamentul Loire din sud-estul Franței. În 2009 avea o populație de 734 de locuitori.

## Evoluția populației
| An        | 1975  | 1982 | 1990 | 1999 | 2006 | 2009 |
| --------- | ----- | ---- | ---- | ---- | ---- | ---- |
| Populație | 1.005 | 899  | 805  | 750  | 729  | 734  |